# Geocharis
Geocharis is een geslacht van kevers uit de familie van de loopkevers (Carabidae). De wetenschappelijke naam van het geslacht is voor het eerst geldig gepubliceerd in 1883 door W. Ehlers. Ehlers richtte het geslacht op voor twee soorten, die voordien tot het geslacht Anillus Du Val, 1851 werden gerekend: Geocharis massinissa (Dieck, 1869) en Geocharis cordubensis (Dieck, 1869).
Dit geslacht is talrijk vertegenwoordigd op het Iberisch schiereiland. Volgens Serrano en Aguiar  (2008) kwamen er 28 soorten voor op het schiereiland, waarvan 17 in Portugal. De endemie van de soorten varieert: vele soorten hebben een zeer beperkt verspreidingsgebied, maar er zijn ook soorten die over een groot gebied voorkomen.
De kevers leven in de bodem en ze hebben geen ogen. Ze worden niet langer dan 2,5 mm.

## Soorten
Het geslacht Geocharis omvat de volgende soorten:
- Geocharis alegantula Antoine, 1962
- Geocharis amicorum Zaballos, 1998
- Geocharis antheroi Serrano & Aguiar, 2011
- Geocharis barcorabelo Serrano & Aguiar, 2011
- Geocharis bifenestrata Zaballos, 2005
- Geocharis boieiroi A. Serrano & Aguiar, 2001
- Geocharis cordubensis (Dieck, 1869)
- Geocharis estremozensis A. Serrano & Aguiar, 2003
- Geocharis falcipenis Zaballos & Jeanne, 1987
- Geocharis femoralis Coiffait, 1969
- Geocharis fenestrata Zaballos, 2005
- Geocharis grandolensis A. Serrano & Aguiar, 2000
- Geocharis iborensis Zaballos, 1990
- Geocharis julianae Zaballos, 1989
- Geocharis juncoi Zaballos, 2005
- Geocharis korbi (Ganglbauer, 1900)
- Geocharis leoni Zaballos, 1998
- Geocharis liberorum Zaballos, 2005
- Geocharis massinissa (Dieck, 1869)
- Geocharis monfortensis A. Serrano & Aguiar, 2000
- Geocharis montecristoi Zaballos, 2005
- Geocharis moscatelus A. Serrano & Aguiar, 2001
- Geocharis mussardi Antoine, 1962
- Geocharis notolampros Zaballos, 2005
- Geocharis olisipensis Schatzmayr, 1936
- Geocharis portalegrensis A. Serrano & Aguiar, 2001
- Geocharis raclinae Antoine, 1962
- Geocharis ruiztapiadori Zaballos, 1996
- Geocharis sacarraoi A. Serrano & Aguiar, 2003
- Geocharis saldanhai A. Serrano & Aguiar, 2001
- Geocharis submersus A. Serrano & Aguiar, 2003
- Geocharis testatetrafoveata Zaballos, 2005